# Benifairó de los Valles
Benifairó de los Valles (en valenciano y oficialmente Benifairó de les Valls) es un municipio de la Comunidad Valenciana, España. Pertenece a la provincia de Valencia y se encuentra en la comarca del Campo de Murviedro. Su población es de 2318 habitantes (INE 2024).

## Toponimia
El topónimo deriva del árabe بني خيرون (banī Ḫayrūn) «hijos de Jayrún».

## Geografía
Perteneciente a la subcomarca del Valle de Segó, la superficie del término es montañosa por el O y llana por el E. Las alturas principales pertenecen a los montes de Romeu y son: la Rodana (194 m), l’Eixeve (339 m) y el Pic de la Creu (346 m). Drena el término el barranco de la Rodana. El pueblo está situado en terreno llano, formando un solo núcleo urbano con la villa de Faura.
El clima es mediterráneo; el viento más frecuente es el de levante, que trae las lluvias, generalmente en otoño y primavera. En las tierras no cultivadas hay pinos, romero y coscoja.
|         | Cuartell, Cuart de les Valls |       |
| Sagunto |                              | Faura |
|         | Sagunto                      |       |

## Historia
De origen musulmán, escasamente conocido, fue posiblemente el resultado de la fusión de diversas alquerías colindantes. Desde el momento de la conquista cristiana hasta principios del siglo XVII, perteneció a los Vives de Canyamars. Contó con amurallamiento desde época andalusí, aunque hoy día solamente quedan vestigios integrados en algunos edificios antiguos.
Quedó prácticamente despoblado después de la expulsión de los moriscos en 1609; la iniciativa de su repoblación, según consta en la carta puebla de 28 de diciembre de 1610, fue llevada a término por Juan de Alpuente, barón de Benifairó. Posteriormente volvió a manos de los Vives de Cañamars, que detentarían su dominio hasta la supresión de los señoríos en 1814. En el Diccionario de Madoz (1845-1850) aparece la siguiente descripción:

BENIFAYRÓ DELS VALLS ó DE LES VALLETES: l[ugar] con ayunt[amiento] de la prov[incia] [...] de Valencia (5 1/4 leg[uas]) [...] sit[uado] en el centro del valle de Sego o Valletes de Sagunto [...] Tiene 172 casas casi todas de un solo piso, formando calles estrechas y bastante largas; una escuela de niños [...] otra de niñas [...] y una igl[esia] parr[oquial] (San Gil) [...], teniendo por anejo á Sta. Coloma y sus barrios Frare y Garrofera [...] Ind[ustria] la agrícola, 2 hornos de pan cocer, 2 molinos harineros y 2 de aceite. Pobl[ación]: 154 vec[inos], 450 alm[as].
Diccionario de Madoz

En 1884, se fusionó con el vecino pueblo de Faura, dando lugar a la Villa de la Unión. En 1906, esta unión acabó y Benifairó volvió a funcionar como municipio independiente.

## Demografía
Benifairó de los Valles cuenta con una población de 2318 habitantes (INE 2024).
| Gráfica de evolución demográfica de Benifairó de los Valles entre 1842 y 2021 |
| |
| Población de derecho según los censos de población del INE Población de hecho según los censos de población del INEEn 1910 aparece este municipio porque se segrega del municipio Villa de la Unión En 1887 este municipio desaparece porque se agrupa en el municipio Villa de la Unión |

El censo de Jerónimo Muñoz (1565-1572) da para Benifairó 28 vecinos, unos 112 habitantes. Años antes de la expulsión de los moriscos la población de Benifairó, junto con Santa Coloma, Els Frares y Garrofera, contaba con 380 casas de moriscos. Para la mitad del siglo XIX la población era de 766 habitantes. En 1960, 1514 habitantes, y el crecimiento prosiguió hasta finales de la década de los setenta. Alrededor de 1980 la población de Benifairó era de 1514 habitantes y el censo de 1994 registra 2010 habitantes.

### Comunicaciones

#### Carretera
Se accede a Faura a través de la carretera CV-320. Esta enlaza con la carretera N-340 y la autovía A-7 en dirección Valencia-Castellón y con la A-23 en dirección Teruel.

#### Tren
La estación de tren más cercana es Los Valles (según Adif, Les Valls), empleada por la línea C-6 de Cercanías Valencia. Sin embargo, está ubicada a aproximadamente tres kilómetros del centro de Benifairó de los Valles.

## Economía
El descenso de la superficie agraria útil en los últimos años obedece a la reconversión en suelo urbano-industrial y en la ocupación de las infraestructuras viarias. En Benifairó se cultivan 148 ha, destacando los cultivos citrícolas que suponen el 94 % de las superficies beneficiadas por el riego. Dentro de los cítricos, hay tendencia a sustituir el naranjo por el mandarino. Actualmente se están sustituyendo las plantaciones de naranjos por las del cultivo del aguacate. La economía se apoya en la industria de manipulación y transformación de los productos agrícolas.

## Administración y política
| Periodo   | Nombre                           | Partido   |
| --------- | -------------------------------- | --------- |
| 1979-1983 | Carmen Gimeno Soler              | UCD       |
| 1983-1987 | David Chordá Pitarch             | PSPV-PSOE |
| 1987-1991 | David Chordá Pitarch             | PSPV-PSOE |
| 1991-1995 | David Chordá Pitarch             | PSPV-PSOE |
| 1995-1999 | David Chordá Pitarch             | PSPV-PSOE |

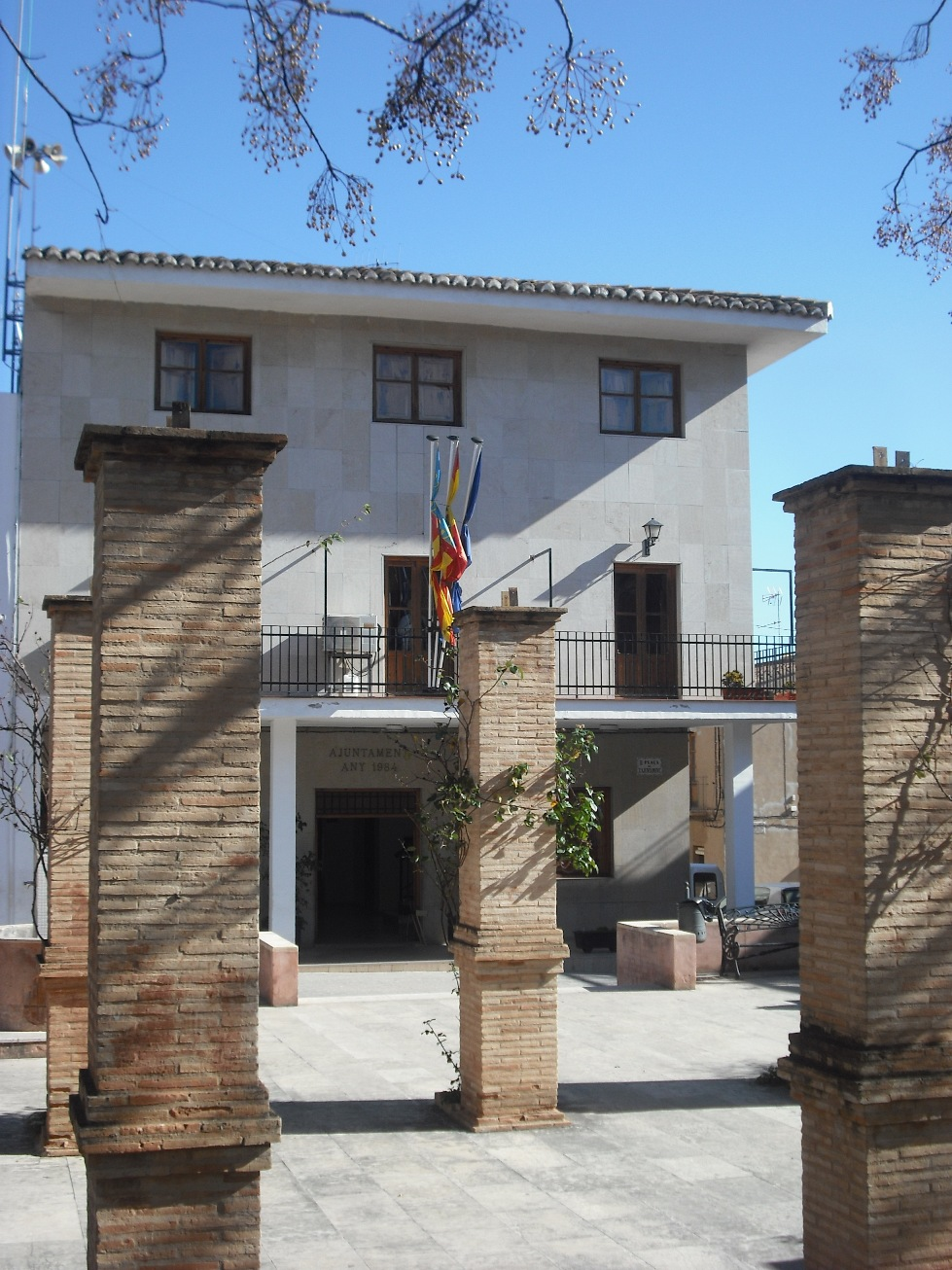
Ayuntamiento de Benifairó.

| 1999-2003 | María Vicenta Llanes Pérez       | PSPV-PSOE |
| 2003-2007 | María Vicenta Llanes Pérez       | PSPV-PSOE |
| 2007-2011 | María Vicenta Llanes Pérez       | PSPV-PSOE |
| 2011-2015 | Antonio E. Sanfrancisco Meseguer | PSPV-PSOE |
| 2015-2019 | Antonio E. Sanfrancisco Meseguer | PSPV-PSOE |
| 2019-2023 | Antonio E. Sanfrancisco Meseguer | PSPV-PSOE |
| 2023-act. | Antonio E. Sanfrancisco Meseguer | PSPV-PSOE |

## Patrimonio

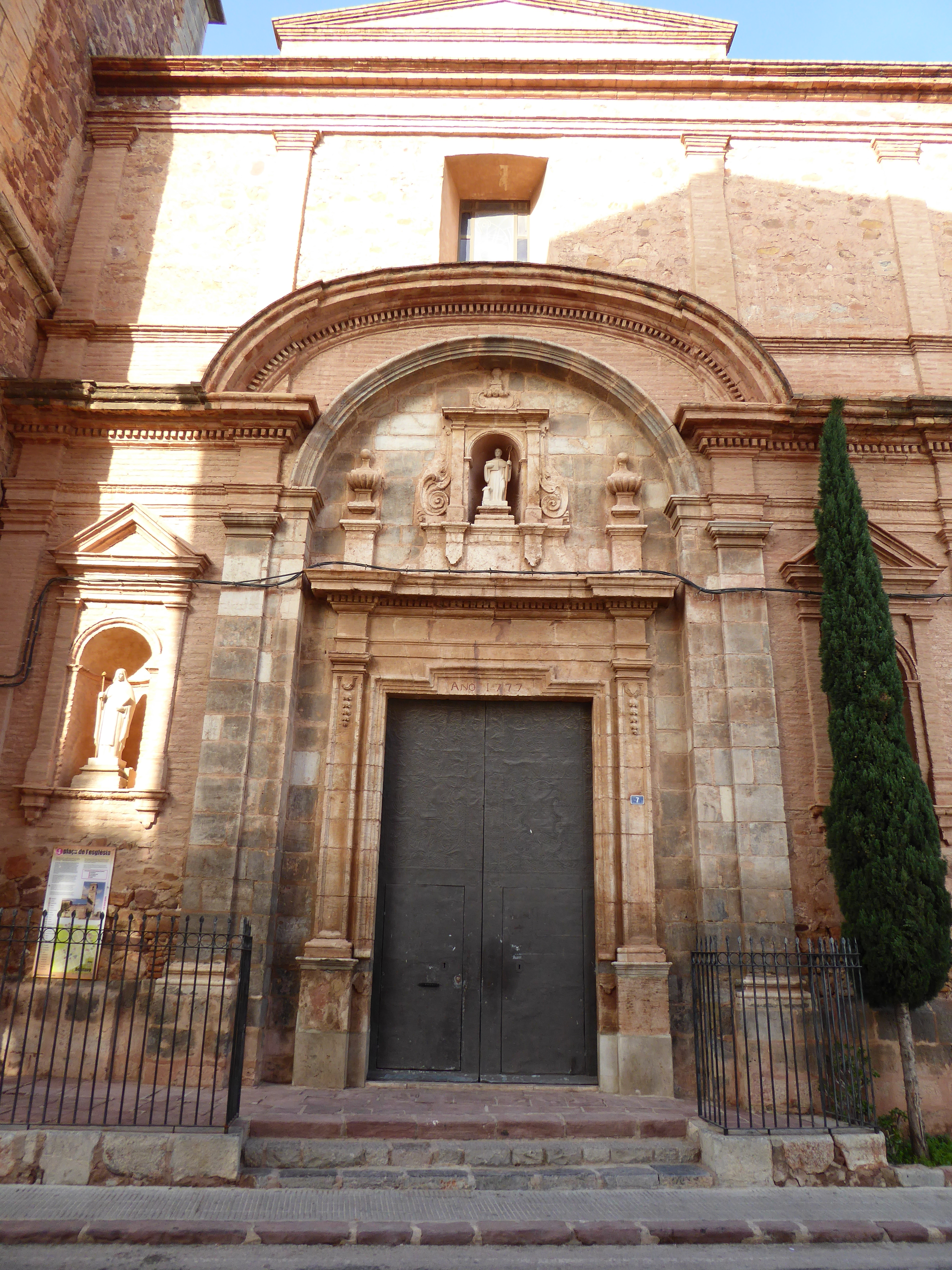
Iglesia parroquial de San Gil Abad

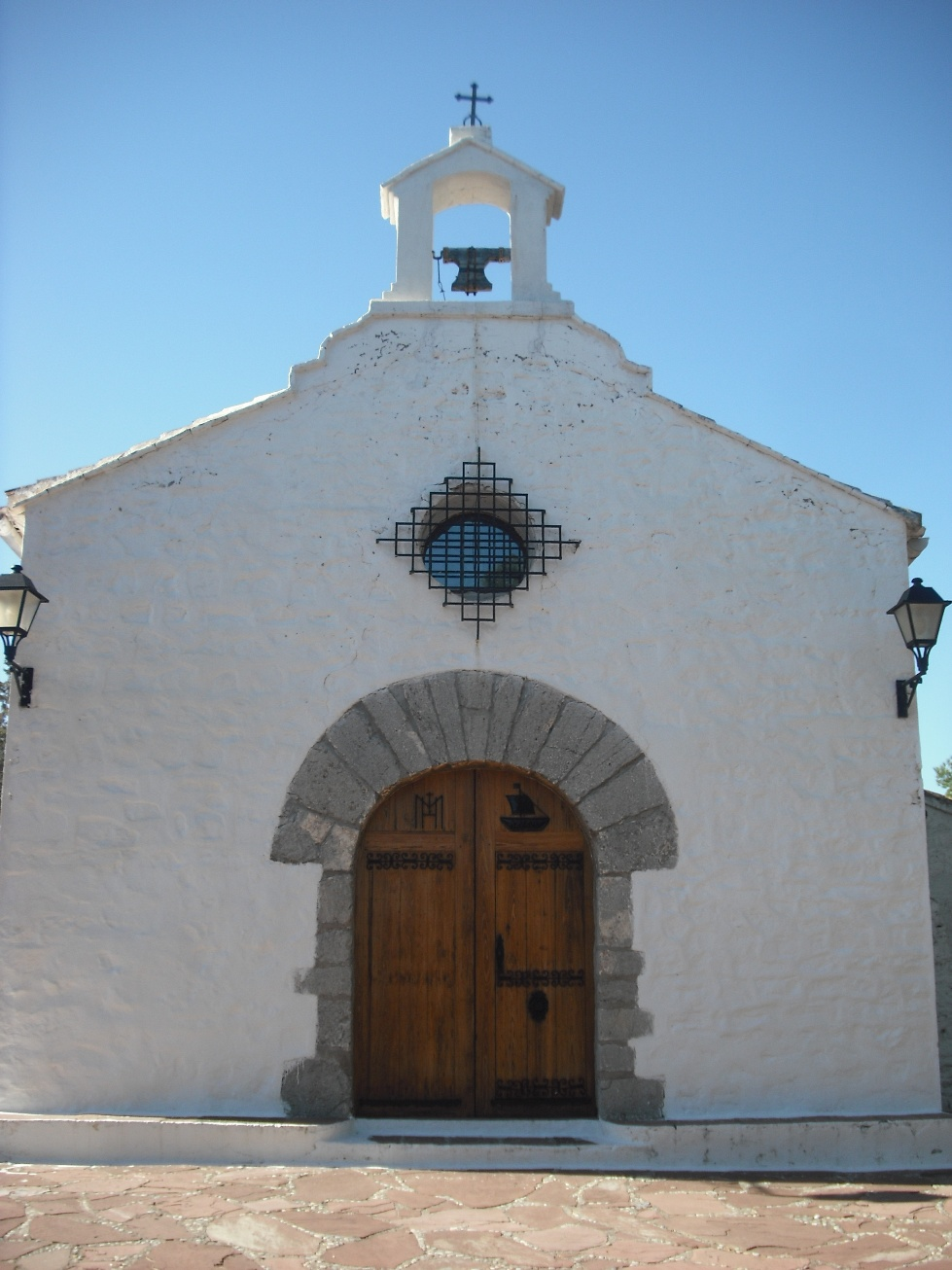
Fachada de la ermita del Buen Suceso.

- Casa Palacio de los Vives de Cañamas: Data de inicios del siglo XVII. Se trataba de la típica «casa fuerte» que servía de residencia a los titulares del señorío. La construcción se encargó al genovés Andrea Lurago.[11] Era originalmente de planta cuadrada, con patio central y torres en las cuatro esquinas. Hoy solo se conservan la torre noreste y alguna fachada y muros interiores, en los que destacan los arcos y capiteles.[6] Se halla bajo la protección de la Declaración genérica del Decreto de 22 de abril de 1949, y la Ley 16/1985 sobre el Patrimonio Histórico Español.[12]
- Iglesia parroquial de San Gil: De estilo barroco, data del siglo XVIII. Se trata de un templo columnario de planta de salón. La fachada presenta recuerdos de la iglesia de Santo Tomás de Valencia, con su gran arco de descarga, si bien en esencia se trata de una fachada hornacina. La construcción del campanario hubo de esperar hasta principios del siglo XIX. El templo consta de tres naves con crucero y bóveda de cañón con lunetos en la nave central. Los pilares son de orden coritnio. Sobre el crucero se alza la cúpula, sin tambor, apoyada sobre pechinas decoradas con frescos. Otra cúpula se alza sobre la capilla de la Comunión, donde se venera a la patrona, la Virgen del Buen Suceso.[11][13]
- Ermita del Buen Suceso: Emplazada en lo alto de un montículo, data del siglo XVII.[5] Es un ejemplo típico de construcción religiosa del barroco valenciano. Tiene una sola mano y se accede tras subir 189 escalones.[11]
- Casa Guarner: Es una antigua casa del siglo XVIII, perteneciente a la familia Musoles. La estructura de la casa sigue el esquema valenciano tradicional. Su último residente fue Lluís Guarner, que decoró la casa y el jardín con antigüedades y obras de artes, y dotó la casa de una gran biblioteca. En la actualidad es propiedad de la Fundación Bancaja, y durante el año se realizan exposiciones, conciertos, concursos, encuentros y homenajes, entre otros.[11]
- Casa Sánchez Coello: Es la casa natal de Alonso Sánchez Coello, que fue pintor de cámara de Felipe II. En 2004 se rehabilitó para mantener su estructura y elementos originales. Abrió al público como Espacio Cultural el 30 de octubre de 2009.[11]
- Casa Perentori: Del siglo XVI, esta casa funcionó como almazara. En la actualidad se encuentra convertida en museo etnográfico, abriendo al público durante las fiestas mayores.[11]